# ジェシー・ジェイムズ

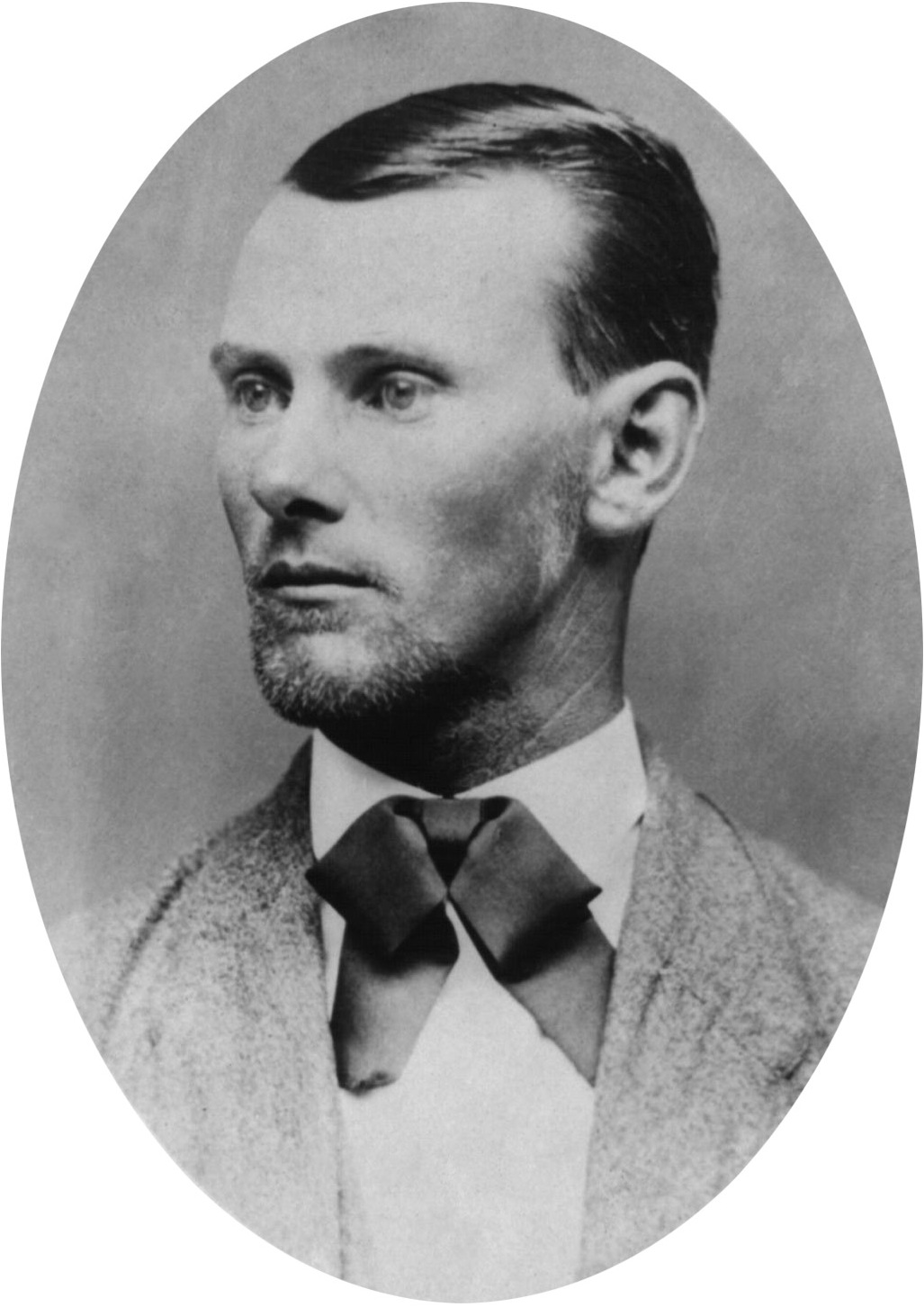
ジェシー・ジェイムズ（1876年）

ジェシー・ウッドソン・ジェイムズ（英: Jesse Woodson James、1847年9月5日 - 1882年4月3日）は、アメリカ西部開拓時代のガンマン、アウトロー。

## 人物、生涯
ミズーリ州カーニーにバプテスト派牧師の子として生まれた。4歳年上の兄フランク・ジェイムズがいる。
実家は奴隷を労働力に使うタバコ農園を経営していたが、南北戦争が始まると兄のフランクが南軍に参加した。1864年、16歳のジェシーは兄とともに南軍のゲリラ部隊に参加し、殺人や強盗を覚えた。
終戦後、兄のフランクや元戦友のコール・ヤンガーとその兄弟たち（ジム・ヤンガー、ジョン・ヤンガー、ボブ・ヤンガー）とともに強盗団「ジェイムズ＝ヤンガー・ギャング」を結成して、銀行や列車を襲い殺人を繰り返した。1876年、ミネソタ州ノースフィールドで銀行を襲い、仲間のヤンガー兄弟は逮捕されたが、ジェイムズ兄弟は逃走に成功し、偽名を使って潜伏した。ほとぼりが冷めた頃、ロバート・フォードとチャーリー・フォードの兄弟を加えて再び強盗を繰り返した。1882年、ミズーリ州政府がジェシーを10,000ドルの賞金首とすると、それを狙って裏切ったフォード兄弟に射殺された。一方、兄のフランクはその半年後に州知事の下へ自首し、以降は平穏な生活を送ったため、ジェシーの悲劇的な最期を際立たせることとなった。
1866年2月13日に、アメリカでジェシー・ジェイムズが世界初の銀行強盗に成功したことから、2月13日は「銀行強盗の日」となっている。

### 主だった犯罪
銀行強盗では1866年10月、ミズーリ州レキシントンの銀行を2人で襲撃し、2,000ドルを奪う。1867年3月には同リバティのサヴァンナの銀行を襲いながら、何も奪えずに逃走、同年5月の同リッチモンドの銀行襲撃は成功し、4,000ドルを奪った上に8名を殺害した。その中にはリッチモンドの町長も含まれている。1868年3月はミズーリ州からケンタッキー州に移り、ラッセルヴィルにおいて銀行を6名で襲撃して14,000ドルを強奪。1871年6月にはさらにアイオワ州へ逃れ、同様に40,000ドルを奪った上、広場で銀行を襲ったことを吹聴した上で逃走した。これら一連の事件に対して捜索隊が組織されたが、銀行の金利に苦しむ農民が銀行を敵視して匿ったことから、ミネソタ州に移るまで捜索隊に捕捉されることはなかった。だが、当時北部よりだったミネソタ州に移ってからは住民らの支援を受けられなくなってしまう。それは、1876年9月のノースフィールド・ファーストナショナル銀行の襲撃では見張り役が住民らの銃撃を受け、2名が死亡、1名が重傷を負う結果を招いたことによる。また、この逃走の際にジェシーらは銀行員の咽をナイフで掻き切って殺害しており、動けない相手への明らかに必要のない殺人が知れ渡ったことでジェイムズ兄弟の名声を地に落とした。
最初の列車強盗を行ったのは1873年7月21日。7万5000ドル相当の金が、当時建設されたばかりのシカゴ・ロックアイランド・アンド・パシフィック鉄道本線を経由してアデアを通過することを掴んだジェイムズ兄弟らは、アイオワ州の旧アメリカ国道6号線（現在の郡道G30号線）のターキークリーク橋付近で、鉄道レールを固定する釘を引き抜いた。列車が到着すると、レールが外れ、機関車が横転。この横転により、機関士ジョン・ラファティが死亡し、機関助手のデニス・フォーリーも負傷で死亡、乗客数名が負傷した。列車に乗り込んだジェシーらは警備員に金庫を開けさせて金貨を強奪したが、積み込みが遅れていたため、強奪した金貨はわずか2,000ドルにすぎなかった。1874年1月にはミズーリ州セント・ルイスにあるギャッヅヒル駅に乗り込み、駅員を脅してアイアン・マウンテン鉄道の列車を強制的に停めさせ、乗客と金庫から現金を強奪した。その被害額は2,000ドルとも22,000ドルともいわれている。この時、ジェイムズ兄弟は乗客の手を調べて労働者と女性から金品を奪わなかったため、新聞に「奪うのは労働者と貴婦人からではなく、シルクハットの紳士から」という記事が掲載された。だが、これらの銀行強盗はより強力な追っ手を招くことになる。私立探偵社ピンカートン探偵事務所が追っ手に加わると、追跡の末に仲間のジョン・ヤンガーが同年3月に殺害され、ジェイムズ兄弟は追い詰められていく。1876年7月のミズーリ州オターヴィルでも列車強盗が行われたが、これ以降、ジェイムズ兄弟は列車強盗に参加していない。

## 影響
敬虔なキリスト教徒、甘いマスクの美男子、フロンティアの郷愁を漂わせる名前。極悪非道の重罪人にもかかわらず、その悲劇的最後は人々の同情を集め、強者に立ち向かうロビン・フッドのイメージに重ね合わせる者もおり、ジェシーは伝説化した。『ジェシー』ファンの中には、彼は逃走して20世紀まで生き伸びたと信じている者もいる。

### ジェシー兄弟の伝説
ジェシー兄弟の人気を高めたエピソードの一つとして知られているのが、1872年9月のカンザスシティ襲撃でのエピソードである。その日、カンザス・シティでは秋祭りが開かれ、競馬を中心として30,000人の群集が詰め掛けていた。競馬も終了し、会計係が収益を集めて10,000ドルを銀行へ輸送しようとした午後4時頃、3人の騎乗の男たち（ジェシー兄弟、ボブ・ヤンガー）が突如として襲いかかってきた。男たちは収益を奪うと疾風のように去っていき、銃で撃たれたり死亡したものはいなかったが、ただ少女が一人、馬の蹄にひっかけられて怪我をしてしまった。事件からまもなくして、「タイムズ」に一通の投書が届けられる。投書は先日の強盗の犯行を認めることと、同時に少女への治療代を支払う意思が表明されており、「自分たちは何百万ドルを盗んでも咎められない政治家たちよりは道義的に優れていることと、自分たちは自衛のため以外に人を殺さず、金持ちから金を奪って貧乏人に配っている」と釈明がなされていた。投書が本人によるものか未だわかってはいないがその内容は公表され、ジェシー兄弟の伝説化に貢献した。
また、ジェシー兄弟は南軍の兵士やその未亡人に親切であったことから、未亡人にまつわる伝説も残されている。兄弟がとある農家で未亡人から食事をご馳走になったおり、女性から「この農場でもてなせるのも今日までで、明日からは1,400ドルの借金のために人手に渡る」と打ち明けられた。するとジェシー兄弟は1,400ドルを贈り物として未亡人に残し、驚く未亡人をおいて農家を後にする。しばらくすると農家に借金取りが訪れ、1,400ドルを取り立てて帰っていくが、帰り道にはジェシー兄弟が待ち伏せており、まんまと1,400ドルを取り返すという内容である。
これらのエピソードの真偽は不明であるが、ジェシー・ジェイムスが収奪の対象を実業家らに限定した、ある程度の「義」と呼ばれるものをもっていたのは確かであり、1920年代になるとその義は次第に注目を集めるようになっていく。1925年にロバータス・ラヴが『ジェシー・ジェームスの盛衰』を出版するとジェシーの人物像が知れ渡るようになり、ビリー・ザ・キッド同様にアウトローの象徴として英雄視されるまでになっていった。

## ジェシー・ジェイムズに関連した作品

### 映画
- 地獄への道（ヘンリー・キング監督、1939年、演：タイロン・パワー）
- 無法の王者ジェシイ・ジェイムス（ニコラス・レイ監督、1957年、演：ロバート・ワグナー）
- ミネソタ大強盗団（フィリップ・カウフマン監督、1972年、演：ロバート・デュヴァル）
- ロング・ライダーズ（ウォルター・ヒル監督、1980年、演：ジェームズ・キーチ（英語版））
- ワイルド・ガンズ（英語版）（ロバート・ボリス（英語版）監督、1994年、演：ロブ・ロウ）
- アメリカン・アウトロー（レス・メイフィールド監督、2001年、演：コリン・ファレル）
- ジェシー・ジェームズの暗殺（アンドリュー・ドミニク監督、2007年、演：ブラッド・ピット）

### TV映画
- 荒野のアウトロー（ウィリアム・A・グレアム監督、1985年、演：ウィリー・ネルソン）
- ヤングライダーズ（1989年 -1992年、演：クリストファー・ペティエット）

### TVドラマ
- 大草原の小さな家（シーズン4）「人質になったメアリー」 ジェシー兄弟はドラマ舞台となっているウォルナット・グローブにやってきて主人公ローラの姉メアリーを人質にとるが、私刑集団から見逃すことを望んだ住人たちにより逃がされる。しかしこの町に住む若者「ボブ」が後年復讐のために射殺したと、メアリーのナレーションで語られる。
- 大草原の小さな家（シーズン9/新・大草原の小さな家）ヤング3兄弟という間抜けな悪党が間違えて郵便馬車を襲ってしまい、サブキャラクターのエドワーズが絡んで紆余曲折あってやっと500ドルを手に入れるが、道中現れた「ジェシー兄弟を名乗る二人組」に金を奪われてしまう。
- トワイライト・ゾーン (1959年)（シーズン3 20話 西部劇作法）

### 漫画
- GUN BLAZE WEST（和月伸宏作、2001年）
  - J・J'sギャングという偽名で登場しているが、単行本に掲載された作者のコラムで、この人物がジェシー・ジェイムズであることが書かれている。

### アニメ
- 『ポケットモンスター』に登場するロケット団のムサシとコジロウは、英語圏ではジェシーとジェイムズという役名で放送されている。

### 音楽
- ヨルダン:ザ・カムバック（プリファブ・スプラウト、1990年）
  - ジェシー・ジェイムズを題材にした曲を2曲収録している。（7曲目の「ジェシー・ジェイムズ・シンフォニー」と、8曲目の「ジェシー・ジェイムズ・ボレロ」）

### ゲーム
- コールオブファレス：ガンスリンガー（英語版）（ユービーアイソフト / テックランド、2013年）